# Шамхалбулак
Шамхалбулак (вариант Шамхал-Булак) — упразднённое село в Кумторкалинском районе Дагестана. Разрушено землетрясением в 1970 году, население переселено во вновь построенное село Учкент.

## Географическое положение
Располагалось в 5,5 км к юго-западу от села Учкент.

## История
В 1928 году входило в состав Капчугайского сельсовета Буйнакского района. Сельхозартель имени Кирова. С 1935 г. в составе Экибулакского сельсовета Кизилюртовского района. Полностью разрушено землетрясением в 1970 году, население переселено во вновь построенное село Учкент.

## Население
По переписи 1926 года на хуторе Шамхал-Булак проживало 265 человек (130 мужчин и 135 женщин), из которых: кумыки — 100 %.
| Год       | 1926 | 1939 | 1970 |
| --------- | ---- | ---- | ---- |
| Население | 265  | 294  | 175  |

## Промышленность
В районе бывшего села разрабатывается одноимённое нефтегазоконденсатное месторождение.